# 苅田昌
苅田 昌（かんだ さかえ）は、日本の実業家、新聞編集者、大学関係者。岡山大学監事などを務める。

## 概要
岡山県赤磐市出身。
- 1970年 - 岡山大学法学部　卒業 、株式会社山陽新聞社　入社
- 1988年 - 同　福山支社編集部　副部長
- 1990年 - 同　編集局運動部　副部長
- 1991年 - 同　編集局社会部　副部長
- 1995年 - 同　津山支社編集部　部長
- 1997年 - 同　編集局社会部　部長
- 1999年 - 同　編集局解説委員室　室長代理（部長扱）
- 1999年 - 同　編集局解説委員室　室長
- 2000年 - 同　編集局 次長、津山支社長（局次長扱）
- 2002年 - 同　編集局 報道本部長（局次長扱）
- 2004年 - 同　大阪支社長（局長扱）
- 2005年 - 同　倉敷支社長（局長扱）
- 2007年 - 同　倉敷支社長（役員待遇）
- 2008年 - 山陽新聞倉敷販売株式会社　代表取締役社長
- 2010年 - 山陽新聞岡山東販売株式会社　代表取締役社長
- 2011年 - 山陽新聞販売株式会社　代表取締役社長
- 2016年 - 国立大学法人岡山大学　監事[1][2]